# Josep Antoni Duran i Lleida
Josep Antoni Duran i Lleida (Alcampell, 27 de março de 1952) é um advogado e político espanhol. Desde 2019, forma parte do conselho administrativo da empresa pública espanhola, Aena.

## Biografia
Duran é graduado em direito pela Universidade de Lérida, e possui um diploma em Comunidades Europeias pela Escola Diplomática do Ministério de Assuntos Exteriores e de Cooperação da Espanha. Foi presidente do partido União Democrática da Catalunha (UDC), cargo que desempenhou no período entre 1982 e 1984, e de 1987 até seu pedido de demissão em 2016.